# Bank zweiplus
Die bank zweiplus ag ist eine auf Vermögensverwaltung spezialisierte Schweizer Bank mit Sitz in Zürich. Ihre Kernaktivität umfasst insbesondere die Bereiche Anlage- und Vorsorgeberatung. Hierbei bietet das Unternehmen primär nicht eigene Produkte an, sondern bezieht diese von anderen Finanzdienstleistern und konzentriert sich so als Produkt- und Abwicklungsplattform auf Kunden von Finanzdienstleistern, Vermögensverwaltern, Lebensversicherungen sowie auf Direktkunden mit kleinerem oder mittlerem Vermögen.
Die bank zweiplus wurde am 1. Juli 2008 als ein Gemeinschaftsunternehmen der Bank J. Safra Sarasin AG (mit dem Anteil von 57,5 %) und AIG Private Bank (mit dem Anteil von 42,5 %) gegründet.
Zum Jahresanfang 2012 gründete die Bank ein Gemeinschaftsunternehmen mit dem Medienunternehmen Ringier unter der Marke cash, das Finanz- und Wirtschaftsinformationen, Finanzdienstleistungen und Online-Trading anbietet. In dieses wurde das komplette Direktkundengeschäft der Bank ausgelagert. Anfang 2019 übernimmt Ringier Axel Springer Schweiz die Marke cash. Gleichzeitig schliessen Ringier Axel Springer AG und die Bank Zweiplus AG einen langfristigen Zusammenarbeitsvertrag ab. Das Bankkundengeschäft wird weiterhin unter dem Namen cash - banking by bank zweiplus betrieben. Im Jahr 2022 wurde das Unternehmen vollständig von J. Safra Sarasin übernommen.